# Johann Jakob Treichler

Johann Jakob Treichler

Johann Jakob Treichler (* 27. November 1822 in Richterswil; † 7. September 1906 in Zürich; heimatberechtigt in Richterswil und Zürich [Ehrenbürger seit 1890]) war ein Schweizer Rechtswissenschaftler und Politiker (zunächst Sozialist, dann Liberaler).

## Leben
Treichler wurde 1822 in Richterswil als Sohn eines in einfachen Verhältnissen lebenden Kleinbauern geboren. Ab 1839 besuchte er das Lehrerseminar Küsnacht und war anschliessend als Lehrer in Geroldswil tätig. Ab 1843 arbeitete er als Hilfsredakteur für den Republikaner und nahm 1845 am Zweiten Freischarenzug teil. Im Oktober 1845, während einer massiven Teuerung der Grundnahrungsmittelpreise, beteiligte er sich an der Gründung des sozialistischen „Gegenseitigen Hülfs- und Bildungsvereins“. 1846 hielt er eine Vortragsserie mit Titeln wie „Gibt es in der Schweiz ein Proletariat?“ und „Über die Souveränität des Volkes“ und forderte den Übergang zur direkten Demokratie, staatlichen Arbeiterschutz, allgemeine Volksbildung, eine staatliche Kantonalbank und eine Progressivsteuer. Daraufhin erliess das Zürcher Parlament ein Gesetz, das alle Bestrebungen, die geeignet waren, „wegen der Ungleichheit des Besitzes eine Klasse von Bürgern gegen eine andere, Besitzlose gegen Besitzende zum Hasse aufzureizen“, mit bis zu 1000 Franken Busse und zwei Jahren Gefängnis ahndete.
Daneben studierte Treichler Rechtswissenschaften an den Universitäten Zürich, Lausanne und Basel und erlangte den Titel des Rechtsanwalts.
1851 gründete Johann Jakob Treichler zusammen mit Karl Bürkli den Konsumverein Zürich. 1869 wurde er Oberrichter und war bis 1871 am Obergericht tätig. Von 1872 bis 1895 war er Professor für zürcherisches Recht, schweizerisches Recht und französisches Zivilrecht an der Universität Zürich. Zudem unterrichtete er von 1876 bis 1895 auch an der ETH Zürich. 1875 und 1876 war er Präsident des Kassationsgerichtes und von 1876 bis 1880 Vizepräsident des Verwaltungsrates der Schweizerischen Kreditanstalt
Am 7. September 1906 verstarb Johann Jakob Treichker im Alter von 83 Jahren in Zürich.

## Politik
1850 wurde Johann Jakob Treichler als erster Sozialist Mitglied des Grossen Rates von Zürich, in welchem er (mit Unterbrechungen) bis und mit 1905 Einsitz hatte. In den Jahren 1862, 1867 und 1876 war er Präsident des Grossen Rates. Von 1852 bis 1869 war er Nationalrat. 1856 wurde er in die Zürcher Kantonsregierung gewählt. Seine Wahl erfolgte auf Betreiben des «Bundesbarons» und Unternehmers Alfred Escher, der dadurch seinen politischen Gegner Treichler in sein Machtsystem integrierte. Mit dem Aufkommen der von der Demokratischen Bewegung beeinflussten École de Winterthour verlor er 1869 seinen Regierungssitz wieder und politisierte im Kantonsrat als Liberaler weiter.
1866 wurde er «aufgrund seiner Verdienste um die zürcherische Gesetzgebung» mit der Ehrendoktorwürde der Universität Zürich ausgezeichnet. 1906 wurde zu seinen Ehren in Zürich eine Strasse im Quartier Hottingen nach ihm benannt.